# (2337) Boubín
(2337) Boubín es un asteroide perteneciente al cinturón de asteroides, descubierto el 22 de octubre de 1976 por Paul Wild desde el Observatorio de Berna-Zimmerwald, Berna, Suiza.

## Designación y nombre
Designado provisionalmente como 1976 UH1. Fue nombrado Boubín en homenaje la montaña Boubín de Bohemia en la República Checa.